# Bjerka Station
Bjerka Station (Bjerka stasjon) er en jernbanestation på Nordlandsbanen, der ligger ved byområdet Bjerka i Hemnes kommune i Norge. Stationen består af krydsningsspor med en øperron, et sidespor og en stationsbygning i gulmalet træ med ventesal og toilet.
Stationen åbnede 20. februar 1942, da banen blev forlænget dertil fra Elsfjord. Den fungerede som endestation en måneds tid, indtil det næste stykke til Mo i Rana åbnede 20. marts 1942. Egentlig skulle banen have været åbnet via Bjerka til Finneidfjord 20. februar 1942 og videre til Mo i Rana 15. marts 1942, men det måtte udsættes på grund af et skred. Stationen blev nedgraderet til trinbræt 15. januar 1959 men atter opgraderet til station 31. maj 1987. Stationen blev gjort ubemandet, da billetsalget lukkede 1. januar 2007.
Den første stationsbygning blev opført i 1940 efter tegninger af NSB Arkitektkontor. Bygningen var opført træ i laftekonstruktion og bestod dels af en toetages tjennestebolig og dels af en enetages tilbygning med ventesal, ekspedition og godsrum. Den blev revet ned omkring 1993. Den anden og nuværende stationsbygning blev opført i 1993 efter tegninger af Rolf Dalen.